# Versuchflakwagen
Versuchflakwagen (VFW) byl prototyp německého samohybného děla za 2. světové války.

## Vývoj
Na jaře 1941 začal vývoj stroje, jenž by mohl po bojišti rychle přepravovat kvalitní kanón Flak 37 ráže 88mm a zároveň byl aspoň lehce pancéřovaný. Zprvu se uvažovalo o použití podvozku připravovaného tanku Leopard, ten však nepřekročil projektovou fázi, a proto začala firma Krupp pracovat na úplně jiném podvozku. V roce 1942 začaly práce na prvním prototypu. Podvozek spočíval na typickém Německém konceptu dvojitých pojezdových kol, jež do sebe vzájemně zapadala. Program byl zastaven v prosinci 1943, avšak jeho testování probíhalo dál. V březnu 1944 jej odvezli do Dánska, kde probíhaly srovnávací zkoušky protiletadlových děl.

## Technické údaje:
- rychlost: 60 km/h po silnici
- dosah na silnici: 300 km
- dosah v terénu: 200 km
- motor: HL90 P
- výkon: 360 hp

- délka: 7 m
- šířka: 3 m
- výška: 2,8 m
- hmotnost: 26 000 kg
- pancéřování: 5-20 mm
- osádka: 6
- hlavní výzbroj: Flak 37 L/56